# ريان نيومان
ريان ويتني نيومان (بالإنجليزية: Ryan Newman) هي ممثلة ومغنية وعارضة أزياء أمريكية ولدت في 24 أبريل 1998 بمانهاتان بيتش، لوس أنجليس، كاليفورنيا،  الولايات المتحدة.

## الحياة الشخصية
تعيش نيومن في جنوب كاليفورنيا  الولايات المتحدة مع والديها وشقيقتيها الكبرى جسيكا (ولدت في 10 يونيو 1995) والصغرى أليكس (ولدت في 4 ماي 2005). وقد اشتهرت بأدائها لدور جينجر فالكون في زاك أند لوثر وسيندي كولن في زووم وإيميلي هوبز في سي داد رون. ولم تعمل نيومان في الأفلام والبرامج التلفزية فقط، بل قامت بتصوير مجموعة من الإعلانات التجارية أيضا.

## الأفلام التي اشتركت بها

### السينما
| السنة | الفيلم                | الدور       | ملاحظات              |
| ----- | --------------------- | ----------- | -------------------- |
| 2006  | المنزل المتوحش (فيلم) | إليزا       | فيلم البداية         |
| 2006  | زووم                  | ساندي كولنز |                      |
| 2008  | لاور ليرنين           | كارلوتا     |                      |
| 2012  | داكال                 | بيكي        | دور رئيسي، فيلم قصير |

### التلفزيون
| السنة           | الفيلم              | الدور                 | ملاحظات                                                             |
| --------------- | ------------------- | --------------------- | ------------------------------------------------------------------- |
| 2007            | هانا مونتانا (فيلم) | مايلي ستيورات الصغيرة | حلقة: "I am Hannah, Hear Me Croak" حلقة: "Smells Like Teen Sellout" |
| 2009 - 2012     | زاك ولوثر           | جينجر فالكون          | سلسلة عادية (الفصلين 1 و2) دور ثانوي (الفصل 3)                      |
| 2010            | كود لاك تشارلي      | كايت                  | حلقة: "Kit and Kaboodle"                                            |
| 2012 - 2015     | سي داد رون          | إيملي                 | دور ثانوي؛ سلسلة عادية                                              |
| 2013            | بيغ تايم روش        | نفسها                 | حلقة: "بيغ تايم دريمز"                                              |
| 2014            | أنكل كراندبا        | كايتلين               |                                                                     |
| 2015 - حتى الآن | عائلة الثندرمان     | اليسون                | دور ثانوي؛ سلسلة عادية                                              |

## روابط خارجية
- ريان نيومان على موقع IMDb (الإنجليزية)
- ريان نيومان على موقع روتن توميتوز (الإنجليزية)
- ريان نيومان على موقع ميوزك برينز (الإنجليزية)
- ريان نيومان على موقع تيرنر كلاسيك موفيز (الإنجليزية)
- ريان نيومان على موقع أول موفي (الإنجليزية)
- ريان نيومان على موقع ديسكوغز (الإنجليزية)
- ريان نيومان على موقع قاعدة بيانات الفيلم (الإنجليزية)

ريان نيومان على قاعدة بيانات الأفلام على الإنترنت

ريان نيومان على تويتر